# Поркулець
Поркулець — річка  в Україні, у  Тячівському районі Закарпатської області, ліва притока Терешілки (басейн Дунаю).

## Опис
Довжина річки приблизно 3 км. Формується з багатьох безіменних струмків. 

## Розташування
Бере  початок на південно-західному схилі гірської вершини Гробост. Тече переважно на південний захід і на північно-східній стороні від села Фонтиняси впадає у річку Терешілку, праву притоку Тересви.